# Warren Oates
Warren Mercer Oates, mais conhecido como Warren Oates (Depoy, Kentucky, 5 de julho de 1928 — Los Angeles, 3 de abril de 1982) foi um ator norte-americano.

## Biografia
Sua cara de mau o celebrizou nos anos 1960 e 1970, sobretudo do gênero faroeste. Participou de quatro filmes de Sam Peckinpah: Pistoleiros do Entardecer (1962), Major Dundee (1965), Meu Ódio Será Sua Herança (1969) e estrelou Tragam-me a Cabeça de Alfredo Garcia (1974).
Em alguns filmes, foi creditado como Warren Oats e Warren M. Oates.